# François Polgár
Pour les articles homonymes, voir Polgar.
François Polgár, né le 19 octobre 1946  à Boulogne-Billancourt dans les Hauts-de-Seine, est un chef de chœur français, organiste, compositeur et musicologue.

## Biographie

### Famille
François Polgár est né le 19 octobre 1946 à Boulogne-Billancourt, du mariage d'André Polgár, ingénieur, président de société et de Catherine Gauthier, artiste peintre.
Le 25 avril 1970, il épouse Kinga Bonay. De cette union, naît un enfant.

### Formation

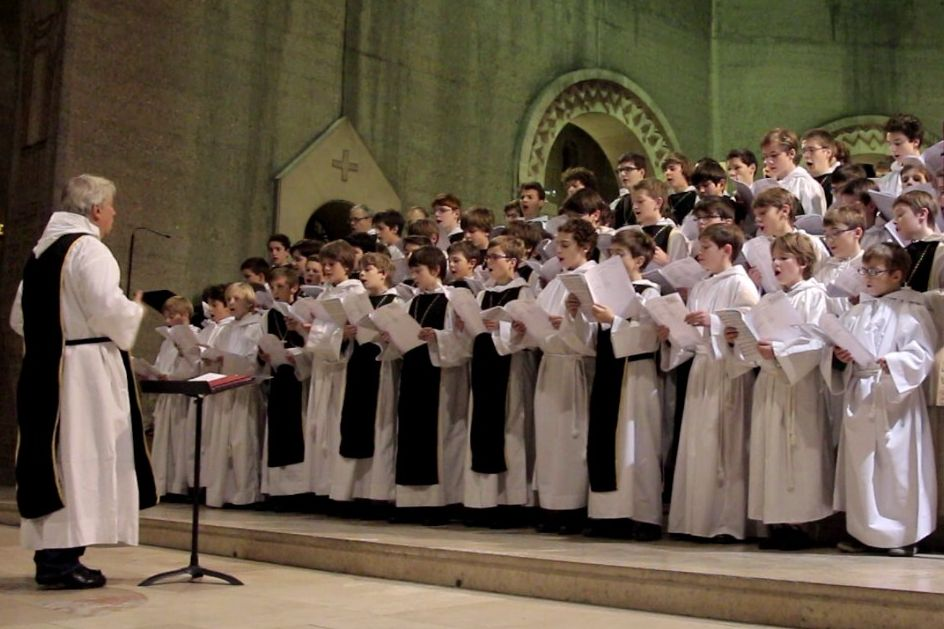
François Polgár en 2012, dirigeant les Petits chanteurs de Sainte-Croix de Neuilly en concert.

Ancien élève de l'institution Notre-Dame de Sainte-Croix à Neuilly-sur-Seine, il obtient son baccalauréat en 1964 puis poursuit des études musicales, à la suite de son mémoire La messe de requiem en France sous les règnes de Louis XIII et Louis XIV, il obtient une maîtrise de musicologie et le certificat d'aptitude au professorat de l'enseignement du second degré (CAPES) de musique,.
François Polgár étudie l'harmonie au Conservatoire national supérieur de musique de Paris et à la Schola Cantorum de Paris, en même temps que l'orgue à l’École César-Franck où il obtient un diplôme d'orgue. Il est également titulaire d'une maîtrise de musicologie et du certificat d'aptitude à l'éducation musicale (CAEM) de l'Université Paris IV-Sorbonne.
Il intègre la maîtrise de garçons  des Petits Chanteurs de Sainte-Croix de Neuilly comme chanteur puis organiste et pianiste, et enfin comme chef de chœur depuis 1983,. Il a notamment pour élève Martin Picandet qui se fera connaître sous le nom de Martin Solveig.

### Carrière professionnelle
Il est organiste et maître de chapelle des églises de Saint-Cloud de 1964 à 1980.
Il est chef du Chœur et de l'Ensemble baroque de Saint-Cloud de 1972 à 1984.
Il est cofondateur en 1974 du Chœur grégorien de Paris. Spécialiste du chant grégorien, il y réalise plusieurs enregistrements discographiques dont deux chez Erato.
Après avoir enseigné l'harmonie à la Sorbonne de 1971 à 1980, il est nommé en 1980, chef de chœur adjoint à l’Opéra de Paris,, poste qu'il occupe jusque 1992. 
De 1992 à 2001, il est chef des chœurs de Radio-France, « seul grand chœur professionnel français à vocation
symphonique ». À la tête de ce chœur de renommée internationale, il peut ainsi aborder, en collaboration avec les chefs les plus prestigieux (James Conlon, Seiji Ozawa, Georges Prêtre...), la plupart des grandes œuvres chorales du répertoire lyrique et symphonique du XVIIIe siècle à nos jours.
De sa formation d'organiste et musicologue (compte tenu de ses travaux pour son mémoire de musicologie), François Polgár s'est confronté aux problèmes d'interprétation des musiques des XVIIe et XVIIIe siècles qu'il a souvent dirigées à la tête d'ensembles de musique ancienne.
Pédagogue, François Polgár est chargé depuis 1990 de la formation musicale des séminaristes de Paris et des séminaristes de Nanterre depuis 2006. Il est également chargé de cours à l’École Cathédrale, il est consultant, animateur d’émissions sur la chaîne de télévision KTO.
Depuis 1983, François Polgár dirige la maîtrise de Sainte-Croix de Neuilly avec laquelle il donne régulièrement des concerts, organise des tournées et enregistre des CD.
En 1997 il reçoit, avec le chœur de Radio-France, la Victoire de la musique classique dans la catégorie « Ensemble vocal » pour l'enregistrement du Gloria de Francis Poulenc.
Lors de la venue du pape Benoît XVI à Paris le 13 septembre 2008, François Polgár est choisi pour co-diriger la chorale de plus de 2 000 choristes réunis sur l’esplanade des Invalides
En 2009-2010, François Polgár est conseiller musical, chef de chant, pour le film de Xavier Beauvois sur l'assassinat des moines de Tibhirine Des hommes et des dieux (Grand prix du Festival de Cannes 2010, prix du jury œcuménique du festival de Cannes 2010, Prix de l'éducation nationale du festival de Cannes 2010, avec Lambert Wilson dans le rôle du supérieur Christian de Chergé et Michael Lonsdale dans le rôle du frère médecin Luc),,.
Depuis 2010, François Polgár se produit régulièrement avec son chœur de garçons des Petits chanteurs de Sainte-Croix de Neuilly, avec des pièces telles que l'opéra Didon et Énée de Purcell, les Requiem de Mozart et Fauré, et plus récemment en 2015, avec les cantates BWV 4 (Christ lag in Todesbanden) et BWV 140 (Wachet auf, ruft uns die Stimme) de Jean-Sébastien Bach, qu'il interprète avec l'Orchestre de musique sacrée de Paris.

## Discographie
La base de données WorldCat liste une centaine de références de disques/CD depuis les enregistrements avec le Chœur grégorien de Paris (Mort et résurrection chez Erato en 1982, Liturgie du vendredi saint - Liturgie de la semaine sainte 2 CD chez Erato en 1993…). L'un des derniers enregistrements concerne des œuvres de Gabriel Fauré : Requiem, Cantique de Jean Racine, Ave Verum.
Depuis 2013, le chœur des Petits Chanteurs de Sainte-Croix de Neuilly qu'il dirige travaille en partenariat avec le label Sony Classical, qui rééditera un certain nombre de productions plus anciennes, et avec qui il enregistrera plusieurs albums.

## Distinctions
En 1985, il reçoit le prix Renaissance des arts (avec les Petits chanteurs de Sainte-Croix de Neuilly),.
François Polgár est officier de l'ordre des Arts et des Lettres.

## Pour approfondir